# Mud
A Mud egy brit glam rock együttes, amelyet 1966-ban alapítottak meg. Korai dalaikat a pop és a glam rock műfajában írták meg, a későbbi dalaikkal viszont inkább az ötvenes évek rock and rollját idézték elő. Legismertebb daluk a Tiger Feet. Jelenleg Mud II néven működnek.
Az együttest Rob Davis gitáros, Les Gray énekes, Dave Mount dobos (1947-2006) és Ray Stiles basszusgitáros alapították a londoni Carshaltonban.

## Lemezek
- Mud Rock (1974)
- Mud Rock Vol. 2 (1975)
- Use Your Imagination (1975)
- It's Better Than Working (1976)
- Rock On (1978)
- As You Like It (1979)
- Mud Featuring Les Gray (1982)